# Konsulat Generalny Rzeczypospolitej Polskiej w Malmö
Konsulat Generalny Rzeczypospolitej Polskiej w Malmö (szw. Republiken Polens Generalkonsulat i Malmö) – polska misja konsularna w Szwecji istniejąca od 1973 do 2013.

## Historia
W 1920 w Malmö utworzono konsulat honorowy RP. W 1973 w mieście utworzono zawodowy konsulat. Jego okręg obejmował regiony: Blekinge, Gotland, Halland, Jönköping, Kalmar, Kronoberg, Skania, Västra Götaland, tj. 1/3 terytorium i 1/2 ludności Szwecji. Od 2007 przed budynkiem Konsulatu stał pomnik upamiętniający szwedzką pomoc dla Polski w okresie stanu wojennego. Po likwidacji placówki w 2015 monument został ponownie uroczyście odsłonięty w Parku Zamkowym. 30 czerwca 2013, w związku z niewielką liczbą załatwianych spraw i szukaniem oszczędności, Konsulat został zamknięty.

## Kierownicy placówki
- do 1981 – Józef Kostera[11]
- 1981–1984 – Mieczysław Hara[12]
- 1991–1996 – Stefan Skawina, do 1992 p.o. konsula generalnego[13]
- 1998–2001? – Krzysztof Łoziński
- 2004–2006 – Marek Bykowski
- 2006–2007 – Gerard Pokruszyński
- 2008–2011 – Jarosław Łasiński
- 2011–2013 – Stanisław Cygnarowski
- 15 marca 2013 – 30 czerwca 2013 – Bartosz Grodecki (likwidator)[14]